# Квицрау, Гельмут
Гельмут Квицрау (нем. Helmut Quitzrau; 27 сентября 1899, Кёнигсберг, Германская империя — 1999) — немецкий политик бригадефюрер СА, генеральный комиссар Киевского округа во время Второй мировой войны. 

## Биография
Гельмут Квицрау родился 27 сентября 1899 года в Кёнигсберге. В составе прусской армии принимал участие в Первой мировой войне. В 1928 году вступил в НСДАП.
1 августа 1932 года участвовал в покушении в Кёнигсберге и был вынужден бежать в Италию, где до марта 1933 года жил в немецкой колонии в Мерано. После возвращения в Германию руководил штурмовыми отрядами (СА) в Мазурии. 1 июля 1933 года Квицрау было присвоено звание бригадефюрера СА. Согласно сохранившимся архивным документам, он недолго был членом высшего руководства СА и входил в отделение группенфюрера СА Вильгельма Шмида, который был арестован во время «Ночи длинных ножей». 30 июня 1934 года сам Квицрау был арестован и переведен в Берлин, но в итоге был освобожден. С 1934 по 1935 год служил в Штеттине. В 1937 году поступил на службу в вермахт. 
С сентября 1941 по февраль 1942 года занимал должность генерального комиссара Киевского округа в Рейхскомиссариате Украина. При его участии было организовано уничтожение евреев в Бабьем Яру, а позднее — отправка киевлян в Германию на принудительные работы.
УКРАИНСКИЕ МУЖЧИНЫ И ЖЕНЩИНЫ! 

Большевистские комиссары разрушили ваши фабрики и рабочие места и таким образом лишили вас зарплаты и хлеба. 

Германия предоставляет вам возможность для полезной и хорошо оплачиваемой работы. 

28 января первый транспортный поезд отправляется в Германию. 

Во время переезда вы будете получать хорошее снабжение, кроме того, в Киеве, Здолбунове и Перемышле - горячую пищу. 

В Германии вы будете хорошо обеспечены и найдете хорошие жилищные условия. Плата также будет хорошей: вы будете получать деньги по тарифу и производительности труда. 

О ваших семьях будут заботиться всё время, пока вы будете работать в Германии. 

Рабочие и работницы всех профессий - предпочтительно металлисты в возрасте от 17 до 50 лет, добровольно желающие поехать в Германию, должны объявиться на бирже труда в Киеве ежедневно с 8 до 15 часов.
Мы ждем, что украинцы немедленно объявятся для получения работы в Германии.
Генерал-комиссар Х. Квицрау, бригадефюрер СА. 

«Нове українське слово», 11.1.1942 г.
В феврале 1942 года его сменил в должности Вальдемар Магуния. 
О послевоенной судьбе Квицрау практически ничего неизвестно. Умер в 1999 году.